# Román Torres
Román Torres, né le 20 mars 1986 à Ciudad de Panamá, est un footballeur international panaméen. Il est l'ancien capitaine de la sélection panaméenne et joue au poste de défenseur central.

## Biographie

### En club
Le 12 août 2015, il s'engage avec les Sounders de Seattle en MLS

### En sélection nationale
Román Torres fait ses débuts en équipe nationale du Panama le 18 juillet 2005 contre l'Afrique du Sud.
Le 11 octobre 2017, il offre la première qualification de son histoire au Panama pour une phase finale de coupe du monde en inscrivant le but victorieux face au Costa Rica à la quatre-vingt neuvième minute de jeu.
Il fait partie de la liste des 23 joueurs panaméens sélectionnés par Hernán Darío Gómez pour disputer la Coupe du monde de 2018 en Russie, la première de l'histoire du Panama. Il participe aux trois matchs de poules en tant que titulaire : face à la Belgique (défaite 3-0) , face à l'Angleterre (défaite 6-1) et face à la Tunisie (défaite 2-1). 

## Statistiques détaillées

### Buts en sélection
| Buts en sélection de Román Torres | Buts en sélection de Román Torres | Buts en sélection de Román Torres                       | Buts en sélection de Román Torres | Buts en sélection de Román Torres | Buts en sélection de Román Torres | Buts en sélection de Román Torres |
|                                   | Date                              | Lieu                                                    | Adversaire                        | Score                             | Résultat                          | Compétition                       |
| --------------------------------- | --------------------------------- | ------------------------------------------------------- | --------------------------------- | --------------------------------- | --------------------------------- | --------------------------------- |
| 1.                                | 4 mars 2010                       | Estadio Metropolitano de Lara, Barquisimeto (Venezuela) | Venezuela                         | 1-0                               | 2-1                               | Match amical                      |
| 2.                                | 6 février 2013                    | Estadio Rommel Fernández, Panama (Panama)               | Costa Rica                        | 2-0                               | 2-2                               | Éliminatoires Coupe du monde 2014 |
| 3.                                | 24 juillet 2013                   | Cowboys Stadium, Arlington (États-Unis)                 | Mexique                           | 2-1                               | 2-1                               | Gold Cup 2013                     |
| 4.                                | 10 septembre 2014                 | BBVA Compass Stadium, Houston (États-Unis)              | Nicaragua                         | 2-0                               | 2-0                               | Copa Centroamericana 2014         |
| 5.                                | 13 septembre 2014                 | Los Angeles Memorial Coliseum, Los Angeles (États-Unis) | Salvador                          | 1-0                               | 1-0                               | Copa Centroamericana 2014         |
| 6.                                | 27 mars 2015                      | Stade Ato-Boldon, Couva (Trinité-et-Tobago)             | Trinité-et-Tobago                 | 1-0                               | 1-0                               | Match amical                      |
| 7.                                | 3 juin 2015                       | Estadio Rommel Fernández, Panama (Panama)               | Équateur                          | 1-1                               | 1-1                               | Match amical                      |
| 8.                                | 22 juillet 2015                   | Georgia Dome, Atlanta (États-Unis)                      | Mexique                           | 1-0                               | 1-2                               | Gold Cup 2015                     |
| 9.                                | 13 juin 2017                      | Estadio Rommel Fernández, Panama (Panama)               | Honduras                          | 2-2                               | 2-2                               | Éliminatoires Coupe du monde 2018 |
| 10.                               | 10 octobre 2017                   | Estadio Rommel Fernández, Panama (Panama)               | Costa Rica                        | 2-1                               | 2-1                               | Éliminatoires Coupe du monde 2018 |

NB : Les scores sont affichés sans tenir compte du sens conventionnel en cas de match à l'extérieur (Panama-Adversaire)

## Palmarès

### En club
La Equidad
- Vainqueur de la Coupe de Colombie en 2008.

Junior
- Champion de Colombie en 2010 (Apertura).

Sounders de Seattle
- Vainqueur de la Coupe MLS en 2016 et en 2019.

### En sélection
Panama
- Vainqueur de la Coupe UNCAF en 2009.
- Finaliste de la Gold Cup en 2005.
- Finaliste de la Coupe UNCAF en 2007.